# Roh Su-hui
Roh Su-hui (en hangul, 노수희; en hanja, 盧秀熙; Corea del Sur, 1944)  es un activista surcoreano que fue arrestado en el año 2012 por incumplimiento de la Ley de Seguridad Nacional.

## Biografía
Roh es el vicepresidente de sección surcoreana de la Alianza Pan-Nacional para la reunificación de corea (Pomminryon). Ha sido descrito por la cadena de televisión NBC como "el líder de un grupo de Corea del Sur que ha mantenido lazos de amistad con grupos de Corea del Norte".

### Arresto
Roh fue arrestado en julio de 2012 después de regresar de una visita no autorizada a Corea del Norte, a través del Área de Seguridad Conjunta (JSA) en Panmunjom, donde reclamó la reunificación de las dos Coreas y criticó con dureza al presidente Lee Myung-bak, de Corea del Sur, por su política de mano dura con el Norte. En la JSA, fue despedido por un gran grupo de civiles norcoreanos que ondeaban la bandera de la Corea reunificada y llevaban ramos de flores. Las imágenes de Associated Press del evento mostraron el acercamiento de Roh a la línea fronteriza mientras un grupo de oficiales de seguridad de Corea del Sur, personal del Ejército de Corea del Sur asignado al Área de Seguridad Conjunta (JSA) y policías militares esperaban en la línea fronteriza, para proceder a su arresto. En cuanto Roh puso  un pie en territorio surcoreano, fue apresado y llevado de inmediato (entre forcejeos), mientras desde el lado norcoreano, la multitud que le acompañaba lanzaban insultos y protestaban ferozmente por la acción. No intervino ningún guardia fronterizo norcoreano presente. 
Roh había ingresado a Corea del Norte a través de China en marzo para celebrar un acto conmemorativo que marca el centésimo día desde la muerte del gobernante Kim Jong-il . En febrero de 2013, fue sentenciado a cuatro años de prisión, y el Tribunal del Distrito Central de Seúl también ordenó la suspensión de otros derechos, como el sufragio, durante los siguientes tres años tras su liberación. Fue puesto en libertad en julio de 2016.
El fallo de la corte dijo que "un castigo severo es inevitable porque (Roh) realizó una visita secreta a Corea del Norte sin permiso". Por su lado, otro activista llamado Won Jin-wook recibió una sentencia de prisión de tres años por establecer contactos con funcionarios norcoreanos para organizar el viaje de Roh.

### Reacciones
Según el medio de comunicación NK News, con sede en Estados Unidos, el arresto de Roh fue "una clara pero innecesaria victoria propagandística" para Corea del Norte . Un artículo en The Guardian reflexionaba: "El arresto causó un revuelo muy pequeño en los medios occidentales, lo que no sorprende porque una historia con un Norte cálido y un Sur frío no cuadra fácilmente con el mensaje que ha sido entregado por medios de comunicación en Europa y Estados Unidos durante las últimas dos décadas ".
La Agencia Telegráfica Central de Corea, afirmó que "el arresto ha enfurecido a la gente en la República Popular Democrática de Corea" y lo describió como un abuso de los derechos humanos.